# Nació Digital
Nació Digital és un diari digital d'informació general en català que neix el setembre de 1995 amb la constitució a Vic de l'empresa SCG Aquitània SL. Encapçalada pel periodista Miquel Macià, tenia per finalitat actuar en el naixent sector de la comunicació per Internet, amb una clara vocació periodística.
El seu principal producte és el diari Nació Digital, que compta amb diverses edicions territorials i temàtiques. Actualment, el conjunt del grup i les seves empreses participades i associades ocupen una trentena de persones. Les edicions disposen de seus físiques a Barcelona, Vic, Sabadell, Terrassa, Granollers, Reus i Tarragona.
El 2022 es va fer públic que Novapress Edicions SL –grup editor del Diari de Sabadell primer i del Diari de Terrassa, després– adquiria la capçalera amb "la intenció de reforçar la rellevància periodística del mitjà i posar èmfasi en la seva xarxa de cobertura local". Així, Nació Digital comptaria amb més de 45 periodistes en 6 redaccions locals repartides pel territori català i es convertiria en el líder de la premsa local en català. El primer de març de 2024 la publicació Pallars Digital, que s'havia incorporat a Nació Digital l'any 2015, es va separar recuperant la seva independència.
Està adherit al Codi Deontològic dels Periodistes Catalans. És membre de l'àrea digital de l'Associació Catalana de la Premsa Gratuïta (ACPG) i de l'Associació Catalana de la Premsa Comarcal (ACPC).

## Història

### Des de 1995: inici[calcitació]
La societat mercantil SCG Aquitània SL es constitueix a Vic el setembre de 1995 per tal de treballar en el sector Internet. El mes d'octubre del mateix any, el grup comença el projecte de creació del primer diari, que és Osona.com, amb la formació del personal en les eines digitals i l'estudi de les noves Tecnologies de la Informació i la Comunicació (TIC). El mitjà pioner de l'empresa va ser creat el 19 de maig de 1996 i des d'aleshores la capçalera ha funcionat ininterrompudament amb actualitzacions diàries. Paral·lelament a Osona.com, l'empresa obre una línia de producció de pàgines web i d'assessorament digital.
Osona.com es presenta en societat amb un acte públic celebrat a l'Auditori de Caixa Manlleu a Vic el juny de 1996. A partir d'aquest moment, aquest digital esdevé un dels principals productes de l'empresa, la qual compagina la informació periodística amb la producció de materials per a premsa de paper i l'elaboració de webs per a l'incipient mercat del nou sector. És en aquest mateix any que Osona.com avança en l'experiència d'introduir a la xarxa Internet els continguts periodístics clàssics (notícies, reportatges, entrevistes, articles d'opinió, serveis, etc.), experimentant amb les formes de captar i difondre informació del nou canal que és la xarxa mundial Internet, com un butlletí de titulars i notícies de la capçalera que els destinataris reben al seu correu electrònic i que l'any 2010 assoleix els 6.000 subscriptors.
Una altra de les tasques dutes a terme per l'empresa durant els seus primers anys és la difusió i popularització d'Internet entre les principals institucions, entitats i empreses d'aquesta comarca del Principat de Catalunya amb seu a Vic, a través de la distribució de materials, visites personals, actes sectorials, cursos, etc.

### De 1996 a 2005: la primera fase d'expansió de Nació Digital
Després que Osona.com superés la bombolla punt com, el maig de 2002, L'empresa comença la seva primera fase d'expansió adquirint el portal de comerç electrònic Emercat.com, que agrupa 35 comerços catalans i que disposa d'una plataforma tecnològica pròpia. Durant el mateix mes, el grup crea un canal de xat i obre els primers fòrums de participació directa dels lectors a Osona.com; el Fòrum General, de caràcter temàtic, i el Fòrum Pobles, amb secció pròpia per a cadascun dels 51 municipis de la comarca. Més endavant, aquest model de fòrum s'estén a la resta d'edicions territorials.

### De 2005 a l'actualitat: naixement de Nació Digital i l'inici de l'expansió territorial
El 19 de maig de 2005, enceta una fase d'expansió a l'entorn de la nova capçalera central amb la creació de quatre noves edicions digitals de caràcter temàtic i territorial: Nació Digital, ElRipollès.info, VallèsOriental.com i DiariForestal.com. L'octubre del mateix any, crea OpinióNacional.com i Lluçanès.com i a principis de 2006, Meteoclub.com. L'octubre de 2006, hi ha la creació de dues noves edicions territorials: Gironainfo.cat i LaGarrotxa.info (que el 2012 canvia de nom per convertir-se en NacióLaGarrotxa.info). L'octubre de 2008, Nació Digital crea el DiaridelaCrisi.cat (que el 2010 s'integrarà a la secció d'Economia de Nació Digital). L'abril de 2009, entra en funcionament Manresainfo.cat.
El juny de 2010, el periodista Salvador Cot s'incorpora a Nació Digital per assumir-ne la direcció, que deixa l'abril de 2015, i el grup signa un acord de cooperació amb el diari digital DelCamp.cat.
El febrer del 2011, s'obre una nova edició territorial a la comarca del Solsonès amb el nom de NacióSolsona.cat. Un mes després, la revista gratuïta Viure als Pirineus, de la Seu d'Urgell, integra la seva edició digital com a edició de les comarques de l'Alt Pirineu. El juliol de 2011, el portal jove Adolescents dirigit per Roger Carandell i Ernest Codina s'incorpora a Nació Digital.
El 2 de gener de 2012 neix La Torre del Palau, la capçalera de Nació Digital a Terrassa (Vallès Occidental), en versió digital i el dia 16 de gener, en versió impresa. Nació Digital entra a formar part de l'Associació Catalana de la Premsa Comarcal (ACPC). El maig de 2012, s'obre una edició territorial BaixMontseny.info, amb centre a Sant Celoni, que cobreix el nord-est del Vallès Oriental i part de la Selva. Durant el mateix mes, es produeix l'obertura de la nova edició territorial NacióGranollers.cat, que integra tots els continguts històrics de l'edició VallèsOriental.com (creada el 2005) i dirigida per Eduard Mas i Esteve Plantada.
A l'octubre de 2012, neix NacióLaFlama.cat, una edició temàtica dedicada a la cultura i a les festes d'arrel popular de Catalunya. Un mes més tard, neix LaConcaDiari.cat, edició territorial de la Conca de Barberà, amb centre a Montblanc. El febrer de 2013, DelCamp.cat crea l'edició local ReusDiari.cat i el març del mateix any, s'obre TarragonaDiari.cat. El digital BaixGaià.cat, creat el 2012, s'incorpora com a edició territorial d'aquesta comarca natural del Tarragonès, amb centre a Torredembarra. Al març del 2015 començà la capçalera local de Sabadell, amb el nom de NacióSabadell.

## Edicions territorials
A més de l'edició nacional, el diari compta amb 20 edicions territorials.
| Àrea territorial      | Edició                                          |
| --------------------- | ----------------------------------------------- |
| Osona                 | Osona.com Arxivat 2017-10-23 a Wayback Machine. |
| Barcelona             | NacióBarcelona                                  |
| Girona                | NacióGirona                                     |
| Lleida                | NacióLleida                                     |
| Terrassa              | La Torre                                        |
| Sabadell              | NacióSabadell                                   |
| Sant Cugat del Vallès | NacióSantCugat                                  |
| Bages                 | NacióManresa                                    |
| Vallès Oriental       | NacióGranollers                                 |
| Baix Montseny         | NacióBaixMontseny                               |
| Solsonès              | NacióSolsona                                    |
| Berguedà              | NacióBerguedà                                   |
| Ripollès              | NacióRipollès                                   |
| La Garrotxa           | NacióLaGarrotxa                                 |
| Terres de l'Ebre      | Aguaita.cat                                     |

1. ↑  Integrada en l'edició nacional.

## Audiències
El 2013 va ser el digital en català amb més creixement interanual, amb un 78% per damunt del mateix mes de l'any anterior (dades de juny de 2013, via OJD). L'audiència d'agost de 2013 va ser de 628.537 usuaris únics mensuals acumulats, 1.998.753 visites i 7.554.575 pàgines vistes. El 2014 pugna amb VilaWeb i el diari Ara per les primeres places dels mitjans de comunicació en català més llegits en línia.

## Articulistes
Nació Digital compta amb nombrosos articulistes de referència dins de la comunicació a Catalunya (Roger Palà, Toni Aira, Vicent Sanchis, Jordi Llompart, Jordi Badia, Blanca Busquets, Marta Lasalas, Josep-Lluís Carod-Rovira, Francesc Puigpelat, Eduard Voltas, Xavier Graset, Jordi Bianciotto, Josep Garriga, Manel Lucas, Eva Piquer, Montserrat Nebrera, Pilar Antillach, Xavier Roig, Dídac Boza, Jordi Finestres, Jordi de la Torre, Víctor Alexandre, Marc Arza). Igualment, les edicions territorials també incorporen columnistes de les seves respectives zones.

## Premis i reconeixements
El novembre de 2001, una campanya de tramesa de correus electrònics amb l'empresa nord-americana Warner, impulsada per Osona.com, aconsegueix el compromís de doblatge al català de les pel·lícules de Harry Potter. El desembre de 2002 rep el Premi Almogàver, concedit per RadioCatalunya.cat, per la defensa de la llengua catalana en el cas dels doblatges de les pel·lícules de Harry Potter.
El novembre de 2004, Osona.com rep el Premi Vilaweb Osona com a portal "pioner del periodisme digital", i el Premi Nacional de Comunicació de la Generalitat de Catalunya l'any 2009 en la categoria de Comunicació de proximitat.
El març del 2009, la colla castellera Sagals d'Osona lliura el Premi Sagal d'Honor a Osona.com, per la seva cobertura de les activitats castelleres i de cultura popular.
El novembre de 2012, l'edició de Nació Digital al Vallès Oriental, NacióGranollers.cat obté el Premi de Comunicació Eugeni Xammar 2012. NacióLaFlama.cat obté el premi Capital de la Sardana 2013. en la categoria de Mitjans Audiovisuals en un acte celebrat a Arenys de Munt (El Maresme).